# Rautjärvi
Rautjärvi è un comune finlandese di 3093 abitanti, situato nella regione della Carelia Meridionale.